# Hrvatska na Paraolimpijskim igrama 1992.
Hrvatsku je na Paraolimpijskim igrama u Barceloni i Madridu 1992. godine predstavljalo 6 športaša.

## Medalje
| Medalja | Ime              | Šport    | Natjecanje |
| ------- | ---------------- | -------- | ---------- |
| Bronca  | Milka Milinković | Atletika | Koplje     |

## Vanjske poveznice
- Hrvatski paraolimpijski odbor